# 마르셀 콜러
마르셀 콜러 (Marcel Koller, 1960년 11월 11일 ~ )는 스위스의 전 축구 선수이자 현 축구 감독으로, 현재 바젤에서 감독직을 수행하고 있다. 선수 시절 모든 선수 생활을 그라스호퍼에서 보냈으며, 감독으로는 빌, 장크트갈렌, 그라스호퍼, 쾰른, 보훔, 오스트리아에서 감독 생활을 했었다.